# クロスボーダーネクスト
クロスボーダーネクスト株式会社（英: Cross-Border Next, Inc.）は、東京都新宿区に本社を置く日本の広告代理店である。

## 概要
中国市場向けのプロモーション支援を主力事業としており、中国マーケティングの戦略立案、インフルエンサーマーケティング、SNS運用の実務代行、越境EC運営、中国向け動画、LP、微信（Wechat）ミニプログラム作成等の施策を展開している。
2016年11月の設立以来、500社以上の中国マーケティングを支援。
2017年、微博（Weibo）に公式認定されたMCN（マルチチャンネルネットワーク）が、『微博V影響力』表彰会にて、「海外で最も影響力をもつMCNトップ10」を受賞。

## 業務内容
- 市場調査

中国市場調査・競合調査など
- 自社メディア

ウェブサイト「哈啰日本」（旧名称：良品志）の運営
- 越境EC業務

淘宝（タオバオ）、天猫国際（Tmall）、小紅書（RED）、抖音（中国版TikTok）など、中国の主要プラットフォームでの越境EC店舗開設・運用
- SNSプロモーション

微博（Weibo）、微信（Wechat）、小紅書（RED）、抖音（中国版TikTok）など、中国の主なSNSプラットフォームの公式アカウント開設・運用やインフルエンサーマーケティング
- クリエイティブ制作

LP・動画制作サービス、微信（Wechat）ミニプログラム・アプリ開発サービス